# Sphagnum sphaericum
Sphagnum sphaericum là một loài rêu trong họ Sphagnaceae. Loài này được H. Lindb. mô tả khoa học đầu tiên năm 1889.
Danh pháp khoa học của loài này chưa được làm sáng tỏ. 